# Ciudad Universitaria (Valencia)

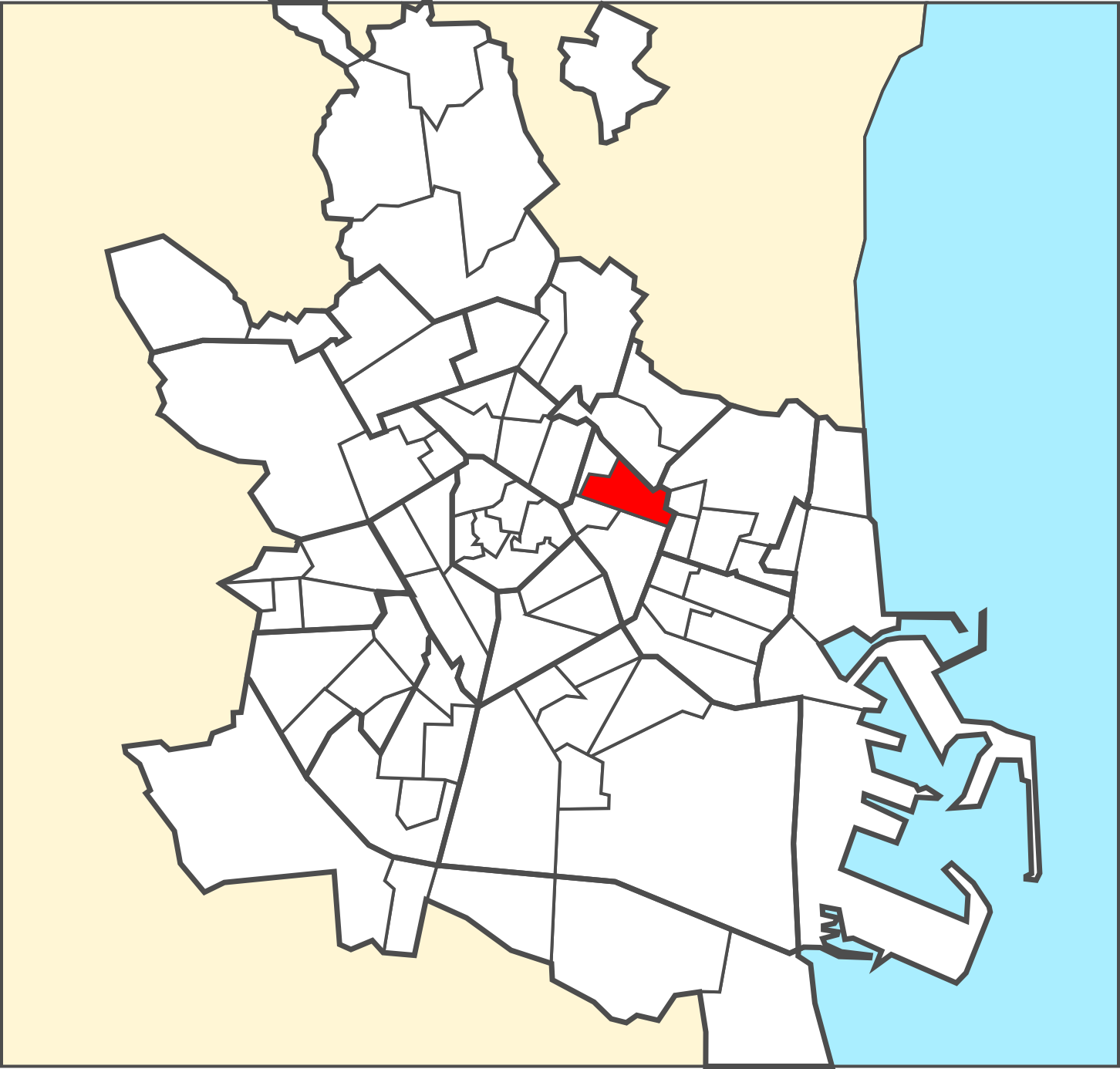
Situación del barrio de Ciudad Universitaria en Valencia.

Ciudad Universitaria (en valenciano Ciutat Universitària) es un barrio de la ciudad de Valencia (España), perteneciente al distrito de El Pla del Real. Está situado en el centro de la ciudad y limita al norte con Benimaclet y La Carrasca, al este con La Bega Baixa y Amistat, al sur con Mestalla y Exposición y al oeste con Jaime Roig. Su población en 2022 era de 2.744 habitantes.
Su nombre proviene de la Universidad de Valencia que tiene un campus en el barrio.

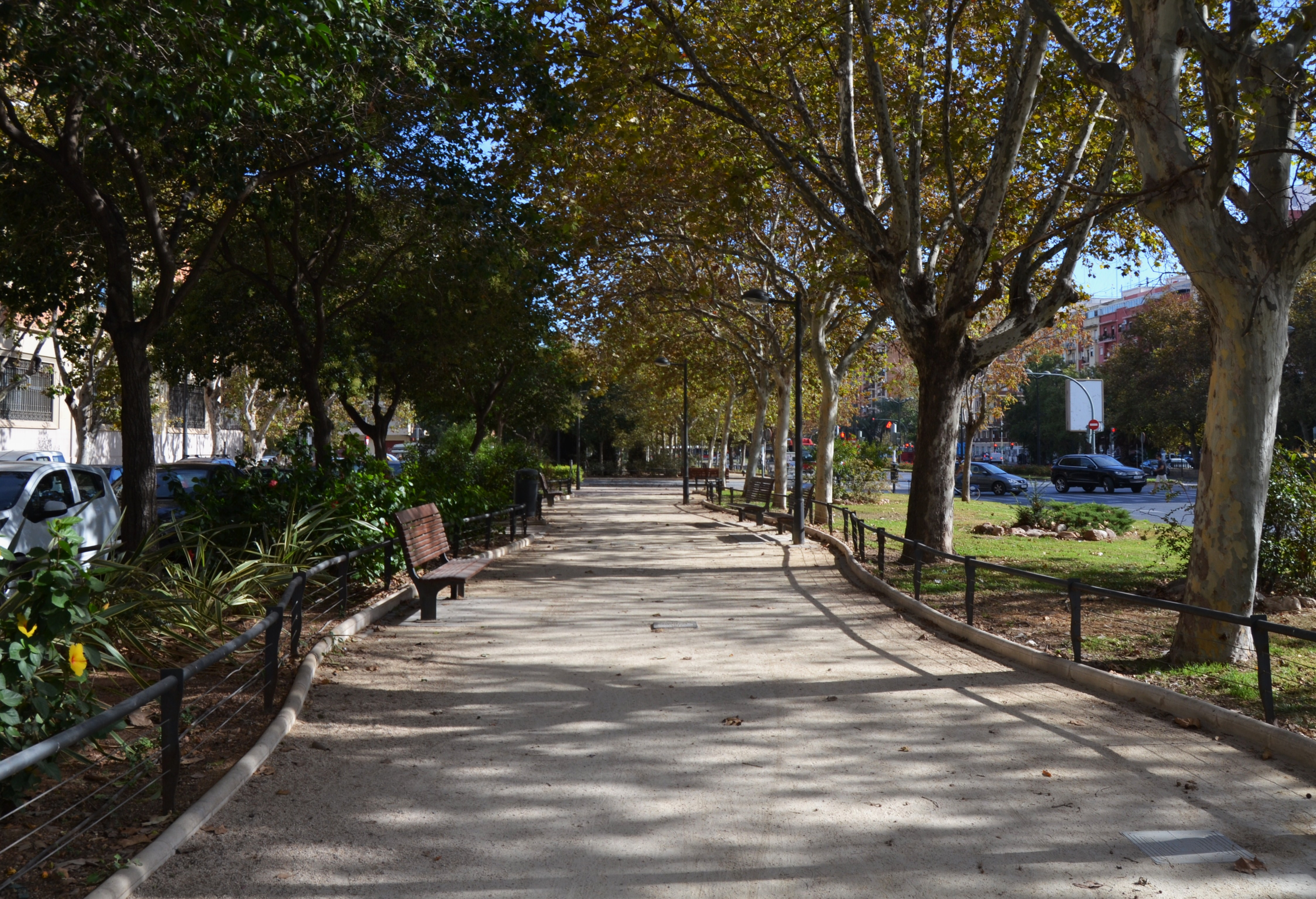
Paseo ajardinado de la avenida de Blasco Ibáñez en Ciudad Universitaria.

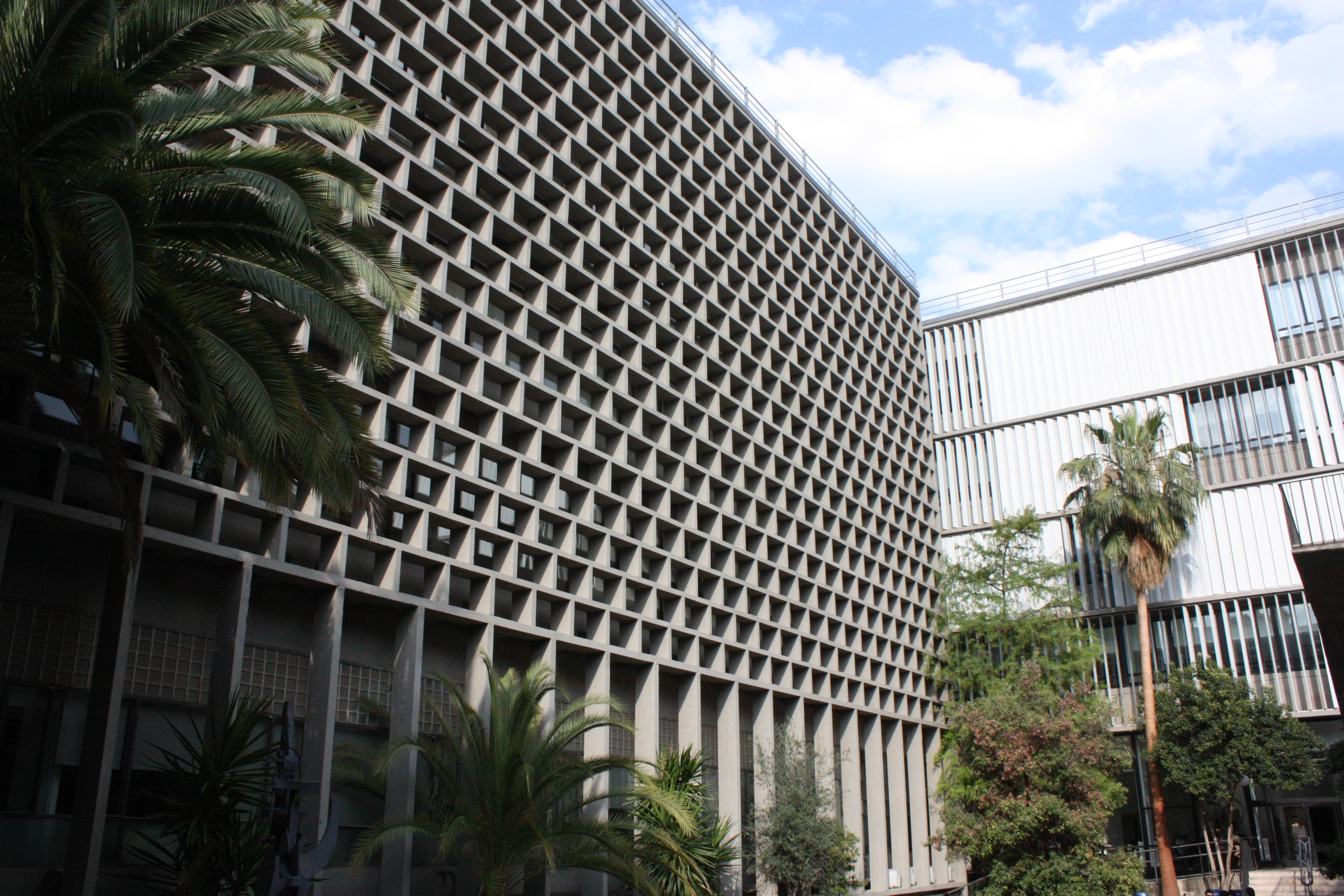
Edificio de la Escuela de Ingenieros Agrónomos de Valencia, de estilo moderno, construido entre 1962 y 1967.